# Boswellia frereana
Boswellia frereana là một loài thực vật có hoa trong họ Burseraceae. Loài này được Birdw. mô tả khoa học đầu tiên năm 1870.